# Gonora
Gonora là một chi bướm đêm thuộc họ Geometridae.